# Joan Cardona Méndez
Joan Cardona Méndez (* 27. Mai 1998 in Maó) ist ein spanischer Segler.

## Erfolge
Joan Cardona Méndez wuchs in Menorca auf, wo er auch mit dem Segelsport begann. Er sicherte sich im Finn Dinghy seine erste internationale Medaille bei den Europameisterschaften in Gdynia, die er auf dem dritten Platz abschloss. Ein Jahr darauf belegte er bei den Weltmeisterschaften in Porto den zweiten Rang und wurde Vizeweltmeister.
Bei den 2021 ausgetragenen Olympischen Spielen 2020 in Tokio ging Cardona Méndez ebenso in der Finn-Dinghy-Konkurrenz an den Start. Er platzierte sich in sieben der ersten zwölf Wettfahrten unter den besten fünf Startern und ging als Drittplatzierter in das abschließende Medal Race. In diesem belegte er zwar nur den sechsten Platz, behauptete aber dennoch seine Platzierung und gewann mit 51 Gesamtpunkten hinter Giles Scott aus Großbritannien mit 36 Gesamtpunkten und dem Ungar Zsombor Berecz mit 39 Gesamtpunkten die Bronzemedaille.